# Myjava
Myjava (alter Name bzw. selten deutsch Miawa, ungarisch Miava) ist eine Stadt im Westen der Slowakei.

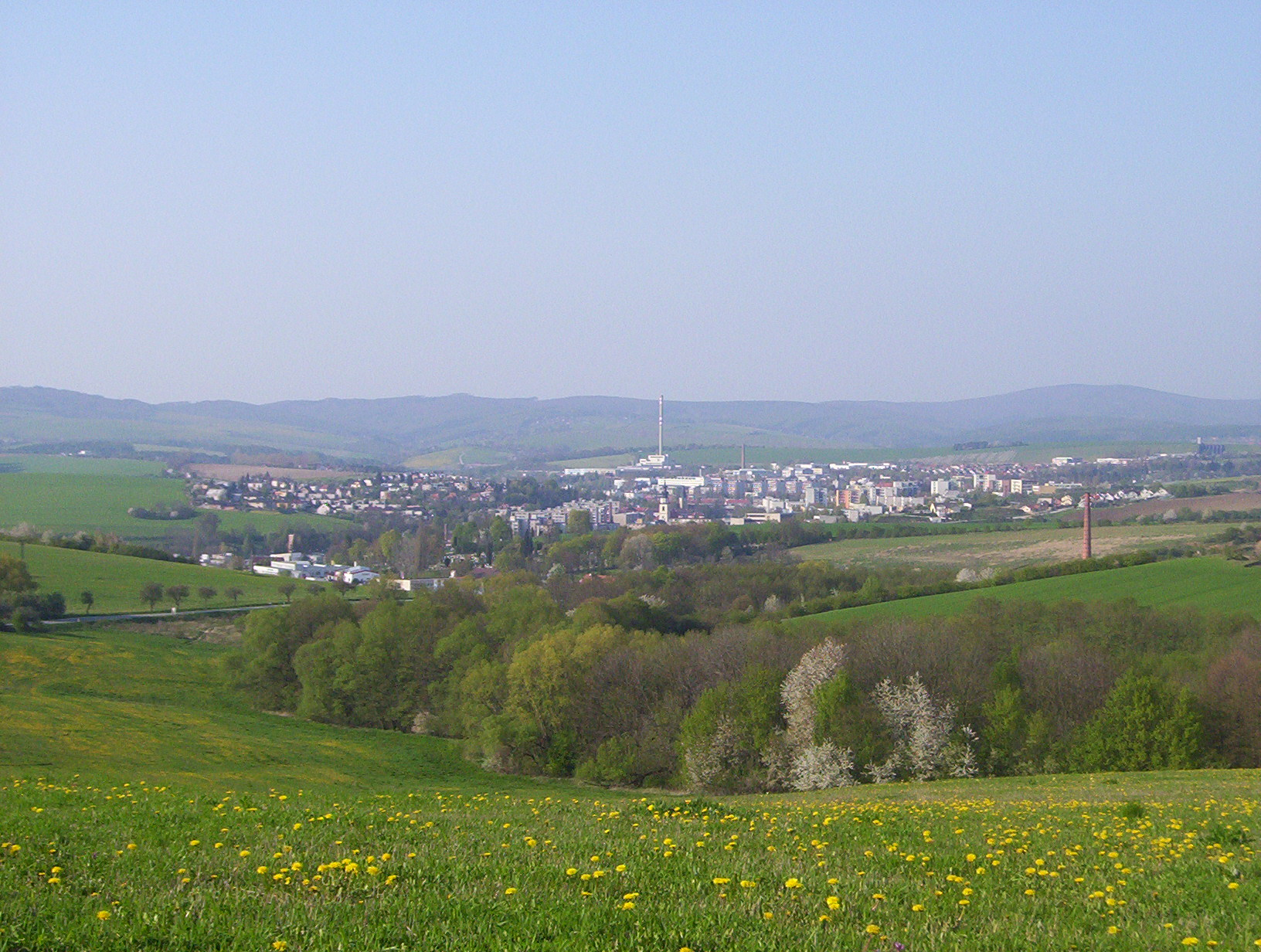
Blick auf die Stadt

## Lage und Allgemeines
Die Stadt liegt im Hügelland nördlich der Kleinen Karpaten und südlich der Weißen Karpaten. Nové Mesto nad Váhom ist 22 Kilometer östlich der Stadt gelegen, Senica etwa 20 Kilometer nordwestlich.
Der Ort ist ein alter Siedlungsplatz (Neolithikum, La-Tène-Zeit) und wurde 1394 als Puszta Maenkov erstmals erwähnt. Seit dem 18. Jahrhundert war er eine vom Handwerk geprägte Kleinstadt, die heute in einer vorwiegend evangelischen Gegend liegt. Im 19. Jahrhundert war Myjava eines der Zentren der slowakischen Nationalbewegung (1848 Sitz des ersten Slowakischen Nationalrats). Am 1. April 1955 wurde die ehemalige Gemeinde Großmyjava in die Stadt Myjava und die Gemeinden Brestovec, Stará Myjava, Poriadie, Rudník, Jablonka und Polianka aufgeteilt.
Vor 1945 gab es als Industrie lediglich eine große Ziegelei, heute gibt es auch eine Freileitungsarmaturenherstellung.
Zur Gemeinde gehört neben der eigentlichen Stadt Myjava noch der Ort Turá Lúka (1980 eingemeindet).
Durch die Stadt Myjava verfläuft der gleichnamige Fluss, der nach 80 Kilometern in westlicher Richtung in die March (slowakisch Morava) mündet. Durch die Stadt Myjava verläuft der Europäische Fernwanderweg E8, der sich von Irland bis nach Istanbul erstreckt.

## Verkehrsanbindung
Myjava ist an das Öffentliche Verkehrsnetz durch die Bahnstrecke Nové Mesto nad Váhom–Veselí nad Moravou angeschlossen. Des Weiteren ist Myjava auch an das weitverzweigte slowakische landesweite Busnetz angeschlossen.
Verbindungen bestehen nach:
- Bratislava
- Nové Mesto nad Váhom
- Piešťany
- Žilina
- Senica

Darüber hinaus bestehen diverse Busverbindungen über das gut ausgebaute Kreisbusnetz zu allen Gemeinden in der Umgebung.

## Bevölkerung
| Jahr:                | 1994.  | 2004.   | 2014.   | 2024.    |
| -------------------- | ------ | ------- | ------- | -------- |
| Anzahl der Personen: | 13.244 | 12.884  | 12.042  | 10.453   |
| Unterschied:         |        | -2,71 % | -6,53 % | -13,19 % |

| Jahr:                | 2023.  | 2024.   |
| -------------------- | ------ | ------- |
| Anzahl der Personen: | 10.547 | 10.453  |
| Unterschied:         |        | -0,89 % |

## Sehenswürdigkeiten
- evangelische Kirche, 1783 als Toleranzkirche im barock-klassizistischen Stil erbaut, der Turm kam 1854 hinzu
- katholische Kirche, 1697–1701 mit heute noch teilweise erhaltener wehrhafter Mauer, im barocken Stil errichtet
- Museum der Slowakischen Nationalräte (Teil des slowakischen Nationalmuseums)
- Gedenkhaus des ersten Slowakischen Nationalrats
- Jedes Jahr im Juni findet das regional bedeutsame Folklore Festival (Folklórne slávnosti) in Myjava statt.

## Städtepartnerschaften
Myjava hat sechs Partnerstädte:
- Dolní Němčí, Tschechische Republik
- Kostelec nad Orlicí, Tschechische Republik
- Flisa, Norwegen
- Janošik, Serbien
- Oroszlány, Ungarn
- Little Falls, NY, USA – auch das „zweite Myjava“ genannt[5]

## Persönlichkeiten
- Ivan Plander (1928–2019), Computerpionier
- Jana Oľhová (* 1959), Schauspielerin
- Ján Valach (* 1973), Radrennfahrer
- Peter Hamerlík (* 1982), Eishockeytorwart
- Filip Krämer (* 1992), österreichischer Basketballspieler
- Adonxs (* 1995), Sänger
- David Krämer (* 1997), deutsch-österreichischer Basketballspieler
- Michal Tomič (* 1999), Fußballspieler